# Paktia (provincie)
Paktia of Paktiyā (Pasjtoe:  پکتیا) is een van de 34 provincies van Afghanistan, heeft een oppervlakte van 6.432 km² en een geschat aantal inwoners van 467.500 (2006). De hoofdstad van de provincie is Gardez.

## Geografie
Paktiyā ligt in het oosten van het land en grenst aan Pakistan (Noord-Waziristan en Kurram).

## Geschiedenis
Najibullah Ahmadzai, de vorige president van Afghanistan, kwam uit de provincie Paktiyā uit het gebied van de Melan Vallei. Paktiyā was een grotere provincie bestaande uit het huidige Paktiyā, Khōst en Paktīkā. Deze voormalige provincie staat nu bekend onder Loya Paktiyā (Groot Paktiyā). Bij de laatste herindeling van Afghanistan zijn wederom delen van de provincie overgegaan naar naburige provincies. Het district Azra met 44 plaatsen is overgegaan naar de provincie Lōgar en het district Shamai met 16 plaatsen is overgegaan naar de provincie Khōst.

## Demografie

### Talen
De taal die het meest wordt gesproken is Pasjtoe.

## Bestuurlijke indeling
De provincie Paktiyā is onderverdeeld in 11 districten:
- Ahmadabad, heeft samen met het district Sayid Karam 96 plaatsen
- Chamkani, met 37 plaatsen
- Dand-Wa-Patan, met 29 plaatsen
- Gardez, met 97 plaatsen
- Jaji, met 60 plaatsen
- Jani Khel, met 60 plaatsen
- Lija Ahmad Khel (ook Lazha Mangal), met 57 plaatsen
- Sayid Karam, heeft samen met het district Ahmabad 96 plaatsen
- Shwak, met 20 plaatsen
- Wuza Zadran (ook Jadran), met 49 plaatsen
- Zurmat, met 158 plaatsen

Het totaal aantal plaatsen in Paktiyā is 647.
Badakhshān · Bādghīs · Baghlān · Balkh · Bāmyān · Dāykundī · Farāh · Fāryāb · Ghaznī · Ghōr · Helmand · Herāt · Jowzjān · Kābul · Kandahār · Kāpīsā · Khōst · Kunar · Kunduz · Laghmān · Lōgar · Nangarhār · Nīmrōz · Nūristān · Paktiyā · Paktīkā · Panjshayr · Parwān · Samangān · Sar-e Pul · Takhār · Uruzgān · Wardak · Zābul